# Badula multiflora
Badula multiflora är en viveväxtart som beskrevs av A. Dc. Badula multiflora ingår i släktet Badula och familjen viveväxter. Inga underarter finns listade i Catalogue of Life.